# Aulularia
Aulularia o La comèdia de l'olla és una comèdia de l'autor llatí Plaute ambientada a Atenes i amb personatges grecs; es tracta, doncs, d'una típica fabula palliata. Aquest tret és comú a totes les comèdies de Plaute i s'explica per l'ambivalent visió que els romans tenien dels grecs (d'una banda, els admiraven; d'altra se'n burlaven).

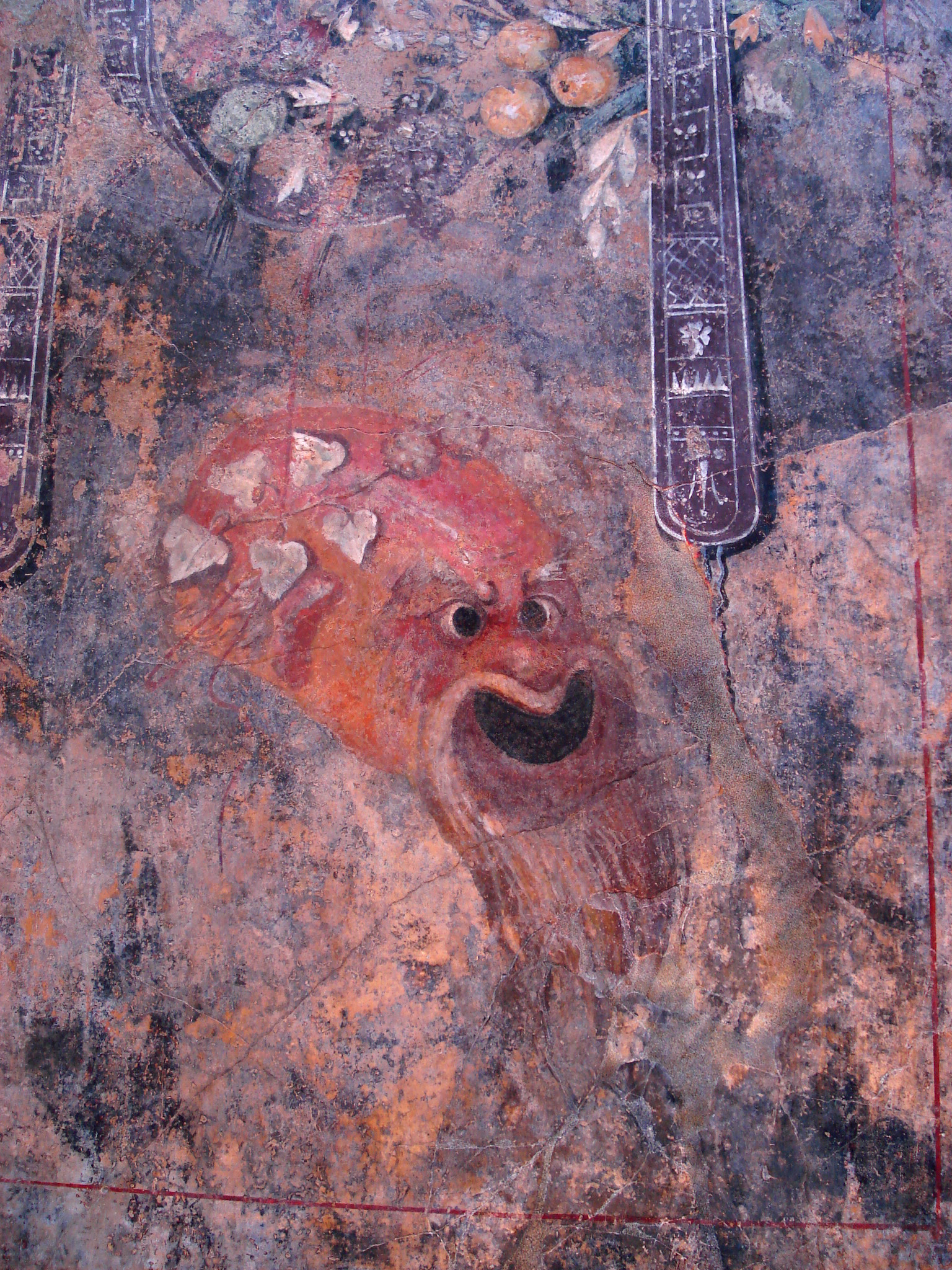
Fresc d'una màscara de comèdia

El protagonista de la comèdia, Euclió, un vell avar, troba una olla plena de diners i viu amb la por constant que li sigui furtada. De fet, és trobada i furtada per Estròbil, el servent de Licònide, jove enamorat de la filla del vell; la jove, però, està promesa a un vell benestant, Megador, que té la intenció de casar-s'hi sense dot. Quan el desesperat Euclió vegi restituït el perol, consentirà les noces entre el jove i la filla, feta mare fa temps per Licònide. Aquest és, en resum, l'argument de l'obra.

## El pròleg
La comèdia presenta un pròleg que, de fet, constitueix un monòleg extern a la comèdia, no gaire encertat, perquè el personatge que hi participa no és coherent amb els altres personatges. La trama de la comèdia està així preanunciada, buscant l'interès i la curiositat dels espectadors. Són revelats els nuclis centrals i els embolics amorosos al voltant de la jove, així com l'interès per l'olla amb l'or.
En segon lloc, aquesta primera part serveix per a presentar breument els personatges principals, de manera que quan surtin a l'escenari, tindran una personalitat ja delineada i el públic podrà comprendre i valorar millor tots els efectes que cada diàleg i cada comportament genera en cada context particular.
Així, venen resumits alguns fets que durant la comèdia no s'expliquen o són sols esmentats; per exemple, només en el pròleg es parla de l'encontre entre els dos joves durant la vigília en honor de Ceres (Demèter). També, la història de l'olla en els anys precedents, per tenir una importància marginal, es revela solament en aquest primer monòleg, amb el fi principal d'enquadrar l'escenari en què es desenvoluparà la comèdia.

## Argumentum
Precedeix al pròleg un resum (argumentum) de la història, proposat en versos segons l'esquema de l'acròstic, mitjançant el qual es llegeix el títol de l'obra. Exceptuant les Baquis i Vidularia, totes les comèdies de Plaute utilitzen aquest enginyós recurs, fruit de la imaginació dels gramàtics d'època posterior.

## Temes clau
L'Harpagon de Molière és potser la més coneguda de les moltes reencarnacions d'Euclió en obres posteriors, tot i que l'avarícia ha inspirat molts dramaturgs. Ben Jonson, per exemple, adaptava la trama d'Aulularia per a la seva primera comèdia El cas és canviat. Una obra holandesa, Warenar, basada en Alularia, fou escrita per Pieter Corneliszoon Hooft el 1617. Plaute no estalvia diverses vergonyes provocades pel vici al seu protagonista, però és relativament amable en la seva sàtira.
Les lletres evidenciades formen el títol de la comèdia. Resultaria "AVLVLARIA", perquè en llatí clàssic no existia la lletra "u", però la "v" podia ser llegida com a "u".
Aulam repertam auri plenam Euclio
Vi summa servat, miseris adfectus modis.
Lyconides istius vitiat filiam.
Volt hanc Megadorus indotatam ducere,
Lubensque ut faciat dat coquos cum obsonio.
Auro formidat Euclio, abstrudit foris.
Re omni inspecta compressoris servolus
Id surpit. illic Euclioni rem refert.
Ab eo donatur auro, uxore et filio.

## Els personatges
Els personatges que hi surten són els següents:
Lar familiaris prologus.
Euclio senex.
Staphyla anus.
Eunomia matrona.
Megadorus senex.
Pythodicus servvs.
Congrio cocus.
Anthrax cocus.
Strobilus servus.
Lyconides adulescens.
Phaedria puella.
Tibicinae.